# José Manuel Gallegos

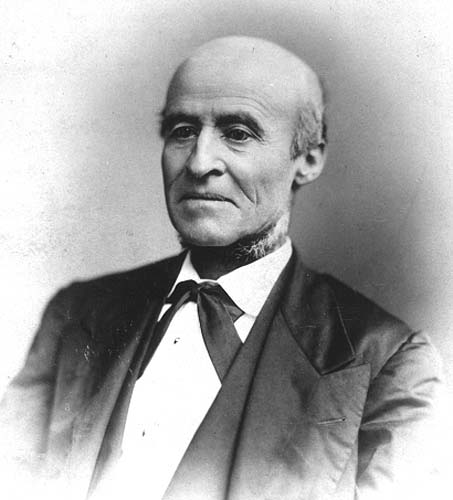
José Manuel Gallegos

José Manuel Gallegos (* 30. Oktober 1815 in Abiquiú, Mexiko; † 21. April 1875 in Santa Fe) war ein US-amerikanischer Politiker. Zwischen 1853 und 1856 sowie zwischen 1871 und 1873 vertrat er als Delegierter das New-Mexico-Territorium im US-Repräsentantenhaus.

## Frühe Jahre und Aufstieg
Der auf dem Gebiet des späteren Rio Arriba County geborene José Manuel Gallegos besuchte die Schulen seiner Heimat, die damals noch Teil von Mexiko war. Anschließend studierte er bis 1840 Theologie am College von Durango. Zwischen 1843 und 1846 war er Abgeordneter im örtlichen Parlament der mexikanischen Provinz, aus der später das New-Mexico-Territorium hervorging. Nach dem Übergang der Provinz an die Vereinigten Staaten wurde Gallegos Mitglied im ersten Regierungsrat des neuen Territoriums.

## Politische Laufbahn
Im Jahr 1853 wurde er als Mitglied der Demokratischen Partei zum Delegierten für das New-Mexico-Territorium im US-Repräsentantenhaus gewählt. Dort löste er am 4. März 1853 Richard Hanson Weightman ab. Zwei Jahre später wurde er in diesem Amt bestätigt. Allerdings wurde das Ergebnis dieser Wahl von Miguel Otero angefochten. Nachdem diesem Einspruch stattgegeben wurde, musste Gallegos sein Mandat am 23. Juli 1856 an Otero abgeben.
Zwischen 1860 und 1862 war José Gallegos Abgeordneter und Präsident im territorialen Repräsentantenhaus von New Mexico. Im Jahr 1862 kandidierte er erfolglos für eine Rückkehr nach Washington. Im selben Jahr wurde er von Truppen der Konföderierten Staaten verhaftet und zum Kriegsgefangenen erklärt. Zwischen 1865 und 1866 amtierte Gallegos als Kämmerer des New-Mexico-Territoriums. Im Jahr 1866 war er Leiter der Indianerbehörde (Superintendent of Indian Affairs). Bei den Kongresswahlen des Jahres 1870 wurde er wieder als Delegierter in den Kongress gewählt. Dort konnte er zwischen dem 4. März 1871 und dem 3. März 1873 eine weitere Legislaturperiode absolvieren. Im Jahr 1872 unterlag er dem Republikaner Stephen Benton Elkins.
José Gallegos starb im April 1875 in Santa Fe und wurde auf dem dortigen katholischen Friedhof beigesetzt.